# Temple Jaune de l'Ouest
Le temple Jaune de l'Ouest (chinois : 西黄寺 ; pinyin : xīhuáng sì), appelé en tibétain Lhakhang Serpo (tibétain : ལྷ་ཁང་སེར་པོ།, Wylie : lha khang ser po, pinyin tibétain : Lhakang Sêrbo) est un temple bouddhiste situé dans la région ouest de Pékin et construit par  l'empereur Shunzhi de la dynastie Qing, en 1651, pour la visite du Lobsang Gyatso, 5e dalaï-lama dans la capitale chinoise. 

## Invitation des lamas
Le Khutuktu représentant les deux pontifes, et accompagné de nombreux lamas, des envoyés des Qoshots et du Desi rencontrer l'Empereur. Desi demandant protection pour les bonnets rouges, ce dernier déclare dans une lettre à Güshi Khan s'inquiéter de la bonne entente entre les bonnets rouges et les bonnets jaunes.
lors de la 5e lune de 1648, la cour mandchoue charge de lettres et présent un lama très respecté qui invite les deux pontifes suprêmes du Tibet pacifié, le dalaï-lama et le panchen-erdeni-lama et propose, à la 10e lune de 1649, à Nomei Khan Güshi, sabre des lamas, une alliance contre les Khalkhas.
L'Empereur demande donc au dalaï-lama et au panchen lama de venir. Le panchen s'excusa pour son grand âge et le dalaï fit le chemin jusqu'en terre des Ordos et proposa de le rencontré au Nord du Shanxi, soit à Datong, soit à Hohhot.

## Contexte de la construction
En 1649, l'empereur Shunzhi invita à Pékin le 5e dalaï-lama, qui atteignant la province chinoise de Ningxia y fut accueilli par le ministre et commandant militaire de l'empereur accompagnés de 3 000 cavaliers pour l'escorter. L'empereur Shunzhi parcouru 20 km depuis Pékin en 4 jours pour accueillir dalaï-lama à Kothor ou Chenlou. À Pékin, le dalaï-lama séjourna au temple Jaune de l'Ouest que l'empereur avait fait construire pour lui. Lors de leurs rencontres officielles, les deux dirigeants échangèrent des titres honorifiques. En 1653, le dalaï-lama rentra au Tibet.
Sunzhi fit également construire en 1651 la grand chörten (Stüpa) de l'île Qionghua du park Beihai, à Pékin, en l'honneur de cette visite,